# Bob Ferguson (homme politique)
Pour les articles homonymes, voir Bob Ferguson.
Robert Watson Ferguson, dit Bob Ferguson, né le 23 février 1965 à Seattle (État de Washington), est un homme politique américain. Membre du Parti démocrate, il est procureur général de l'État de Washington de 2013 à 2025 et gouverneur depuis 2025.

## Biographie
Bob Ferguson est diplômé de l'université de Washington et de l'université de New York. Il s'engage dans une carrière d'avocat. Membre du conseil du comté de King de 2003 à 2012, il est élu procureur général d'État en novembre 2012 avec 53,48 % des voix. Il est réélu en novembre 2016 avec 67,14 % des voix.
En janvier 2017, il engage une procédure pour invalider le décret du président Donald Trump concernant l'immigration en provenance de pays arabes. Il s'agit de la première procédure de ce genre, considérant la constitutionnalité du décret présidentiel 13769.
En 2023, il annonce sa candidature pour succéder au gouverneur démocrate Jay Inslee lors de l'élection de 2024, le lendemain que celui-ci ait annoncé ne pas se représenter. En août 2024, il arrive en seconde position de la primaire multipartisane avec 44,88 % des suffrages et se qualifie donc pour l'élection générale contre le républicain Dave Reichert. Le 5 novembre 2024, il remporte l'élection générale et prend ses fonctions le 15 janvier 2025.